# 新政镇 (保亭县)
新政镇，是中华人民共和国海南省保亭黎族苗族自治县下辖的一个乡镇级行政单位。

## 行政区划
新政镇下辖以下地区：
石让村、毛文村、新政村、报导村、毛朋村、南改村、什那村、报什村、什奋村和新建村。